# Gare de Montluçon-Rimard
Ne doit pas être confondu avec Gare de Montluçon-Ville.
La gare de Montluçon-Rimard est une gare ferroviaire française située sur la commune de Montluçon, à 1,5 kilomètre du centre ville, dans le département de l'Allier en région Auvergne-Rhône-Alpes.
Montluçon-Rimard est une halte de la Société nationale des chemins de fer français (SNCF), elle est desservie par des trains TER Auvergne-Rhône-Alpes.

## Situation ferroviaire
Établie à 240 mètres d'altitude, la gare de Montluçon-Rimard est située au point kilométrique (PK) 328,983, altitude , sur la ligne Montluçon - Moulins, entre la gare de Montluçon-Ville et la gare de Commentry (s'y intercale la gare fermée de Chamblet).

## Histoire
Des travaux de maintenance sur la voie ferrée entre les gares de Montluçon-Ville et Commentry ont perturbé la desserte ferroviaire entre le 20 septembre et le premier octobre 2010.

## Fréquentation
De 2023 à 2015, selon les estimations de la SNCF, la fréquentation annuelle de la halte s'élève aux nombres indiqués dans le tableau ci-dessous.
| Année     | 2023   | 2022   | 2021   | 2020  | 2019  | 2018   | 2017   | 2016   | 2015  |
| --------- | ------ | ------ | ------ | ----- | ----- | ------ | ------ | ------ | ----- |
| Voyageurs | 10 664 | 12 871 | 10 199 | 7 320 | 7 283 | 10 941 | 13 749 | 11 342 | 8 532 |

## Service des voyageurs

### Accueil
Halte SNCF, Montluçon-Rimard est un point d'arrêt non géré (PANG) à accès libre, équipé d'abris de quais. Un parking est aménagé. 

### Desserte
Montluçon-Rimard est desservie par quelques-uns des trains TER Auvergne-Rhône-Alpes qui circulent sur : la ligne 9 entre la gare de Montluçon-Ville et celle de Clermont-Ferrand via la gare de Gannat ; et la ligne 28 entre la gare de Vallon-en-Sully et celle de Commentry, via Montluçon-Ville.